# Samir de los Caños (kommunhuvudort)
Samir de los Caños är en kommunhuvudort i Spanien.   Den ligger i provinsen Provincia de Zamora och regionen Kastilien och Leon, i den nordvästra delen av landet, 250 km nordväst om huvudstaden Madrid. Samir de los Caños ligger 792 meter över havet och antalet invånare är 221.
Terrängen runt Samir de los Caños är platt. Runt Samir de los Caños är det mycket glesbefolkat, med 7 invånare per kvadratkilometer. Närmaste större samhälle är Fonfría, 4,6 km söder om Samir de los Caños. 